# Maja Burazer
Maja Burazer est une joueuse de volley-ball croate née le 20 mars 1988 à Split. Elle mesure 1,88 m et joue au poste d'attaquante. Elle totalise 4 sélections en équipe de Croatie.

## Clubs
| Club                     | De        | À         |
| ------------------------ | --------- | --------- |
| ŽOK Split 1700           | 2008-2009 | 2010-2011 |
| Yeşilyurt İstanbul       | 2011-2012 | 2011-2012 |
| Köpenicker SC            | 2012-2013 | 2012-2013 |
| Hainaut Volley           | 2013-2014 | 2013-2014 |
| Ladies in Black Aachen   | 2014-2015 | 2014-2015 |
| Hapoël Kfar Saba         | 2016-2017 | 2016-2017 |
| Gümüşhane Gençlerbirliği | 2017-2018 | 2017-2018 |
| Anorthosis Famagouste    | fév 2018  | mai 2018  |
| CS Dinamo Bucureşti      | 2018-2019 | …         |

## Palmarès
- Championnat de Chypre
  - Vainqueur : 2018.
- Coupe de Chypre
  - Finaliste : 2018.
- Championnat de Croatie
  - Finaliste : 2010.
- Coupe d'Allemagne
  - Finaliste : 2015.
- Championnat de Roumanie
  - Finaliste : 2020.